# Византијско-аварски ратови
Византијско-аварски ратови вођени су у другој половини 6. и првој половини 7. века између Византијског царства са једне и Аварског каганата са друге стране.

## Рани сукоби
До првих контаката између Царства и Авара долази 558. године. Аварски изасланик Кандих стигао је у Цариград нудећи цару Јустинијану савезништво у борби против свих непријатеља уз молбу да цар Аварима додели земљу за насељавање. Према Агатији, највећа опасност претила је од Кутригура који су поражени од стране Авара. Анти су 559. године такође заратили са Аварима. Након пораза су Анти аварском кану Бајану послали делегацију коју је предводио Мезамир, син Идаризијев и Келагастов брат. Бајан је по наговору једног кутригурског вође убио Мезамира. У Малу Скитију, где се налазило седиште Авара, стигло је лангобардско посланство тражећи савез против Гепида. Савез је био склопљен (под тешким условима за Лангобарде), а Гепиди су поражени. Авари, међутим, нису освојили Сирмиј кога је један гепидски вођа предао ромејском војсковођи Бону. Заузеће Сирмија довело је до петнаестогодишњег аварско-византијског рата. Каган Бајан је 569. године неуспешно опседао Сирмиј. Мир који је закључен исте године трајао је десет година.
Словени су (578/9) пустошили Хеладу. Цар Тиберије II Константин (578—582) је послао изасланике Бајану, који је тада био наклоњен Византинцима, наговоривши га да зарати против Словена како би они који пљачкају, привучени несрећом код куће, напустили римску земљу. Ромејски посланик пребацио је Аваре (њих 60.000) преко Дунава. Када је прешао на супротну обалу, Бајан је спалио села Словена и опустошио поља. Нико му се није супротставио. Словени су побегли у шуме. Овај Бајанов поход инспирисан је његовом личном мржњом према Словенима. Он је, наиме, послао Даурентију и онима који су на челу словенског народа посланике позивајући их да се покоре . Даурентије је то одбио помињући у одговору да ће бранити земљу док буде ратова и мачева и да су Словени навикли да владају туђим, а не други њиховим. Побио је посланике које му је Бајан послао.

## Аварско освајање Сирмијума
Нови византијско-аварски рат избио је 579. године и трајао је три године. Авари су пред Сирмијумом (582) три дана очекивали битку. Када се није појавила никаква византијска војска, прешли су преко моста. Грађанима је понестало хране. Командант Сирмијума, Соломон, био је неспособан, а војсковођа Теогнис, који је имао мали број војника, добио је од цара писмено наређење да преда Сирмијум уз услов да извуче становништво. Тако је склопљен мир, а Авари су добили данак за претходне три ратне године. Последице по балканске провинције биле су далекосежне. Свугде је завладала несигурност, а пронађени су остаци закопаног новца.
Убрзо су заузети Сингидунум, Виминациј, Августа, након чега је 585. године склопљен мир. Мир није обавезао Склавине који, по наговору Бајана нападају и пустоше Тракију продирући све до Дугог зида одакле су поражени (586). Исте године дошло је до новог аварско-византијског рата у коме су Авари поражени код Адријанопоља, а Византинци су повратили Сингидунум и Виминациј. У новом рату из 588. године Склавини продиру ка југу и заузимају Епир, Тесалију, Хеладу, Еубеју, Атику и Пелопонез.

## Маврикијева офанзива
Авари су 597. године обновили рат са Византијом. Бајан пустоши путем Сирмијум-Салона освајајући тврђаву Вонке у близини Бања Луке. Прискова војска опседнута је у Томису, али су се Авари повукли по доласку Коментиола. Авари су напредовали до Аркадиопоља, али их је тамо покосила куга. Коментиол је разрешен дужности. На његово место постављен је Филипик. Убрзо је закључен мир са Аварима. Мир је потрајао до 599. године. Приск је презимио у околини Сингидунума да би на пролеће, заједно са трупама Коментиола, прешао Дунав и напао Аваре. Авари су по први пут поражени на сопственој земљи. Погинуло је неколико Бајанових синова. Приск је продро дубоко у земљу Авара док се Коментиол задржао на Дунаву. На Тиси се Приск неколико пута сукобио са Аварима и однео победе.
Свој други поход на Словене Петар је покренуо 602. године. Маврикије му је наредио да са војском пређе Дунав и ратује против склавинија. На чело војске Петар је поставио Гудуина који је нанео непријатељу велике поразе задобијајући велики број заробљеника. Дознавши за поход, хаган је послао Апсиха да са војском уништи народ Анта, тадашњег ромејског савезника. Вест коју је Теофилакт Симоката забележио о Апсиховом нападу на Анте последњи је помен тог словенског народа у писаним изворима. Део хаганове војске се одметнуо и пришао Ромејима. Када је стигла јесен, Маврикије је наредио Петру да његова војска презими на земљи Словена. То је изазвало страшну побуну у војсци. Петар није могао контролисати своју војску која се упутила ка Цариграду. Маврикије је збачен и убијен, а нови цар постао је Фока.

## Након Маврикија
Фока је током своје владавине данком у злату одржавао мир са Аварима. То их ипак није спречило да пустоше балканске провинције. Од пустошења нису поштеђени ни западни делови Полуострва које су напади Хуна и Острогота заобилазили. Археолошке трагове словенских напада почетком 7. века представљају селишта Словена и некрополе са урнама у источном приобалном појасу Доње Мезије ка граници Мале Скитије и Дунаву као граници Дакије Рипензис. У спису о чудима Светог Димитрија забележено је да је народ Словена опустошио Тесалију са острвима, Хеладу, Кикладска острва, Ахају, Епир, па чак и Малу Азију. Године 614. пала је Салона, седиште провинције Далмације. Византијску власт на овим просторима обновиће тек цар Василије Македонац у 9. веку. Ниш и Сердика освојени су 615. године, а Солун је морао издржати две велике опсаде (614-6, 618). Врхунац сукоба представља Аварско-персијска опсада Цариграда. Град је успешно одбранио византијски патриције Бон. Авари се након неуспеха опсаде повлаче преко Дунава остављајући простор за насељавање Срба и Хрвата.
Након опсаде Цариграда из 626. године већи сукоби Авара и Словена нису забележени што је последица недостатка историјских извора за период од 7. до 9. века. У сваком случају, Аварски каганат покорио је крајем 8. века франачки краљ Карло Велики.